# 贝凡洛尔
贝凡洛尔（INN：Bevantolol）是一种治疗心绞痛和高血压的候选药物，可作为β受体阻滞剂和钙通道阻滞剂。它是由华纳-兰伯特发现和开发的，但在1989年1月，该公司宣布已撤回新药申请；公司董事长说：“谁需要第30个β受体阻滞剂？”截至2016年，它没有在美国、英国或欧洲上市，考科蓝评论的作者找不到它的产品专论。